# Entyloma chrysosplenii
Entyloma chrysosplenii är en svampart som beskrevs av J. Schröt. 1877. Entyloma chrysosplenii ingår i släktet Entyloma och familjen Entylomataceae.   Inga underarter finns listade i Catalogue of Life.